# マリーナ・スクリアビン

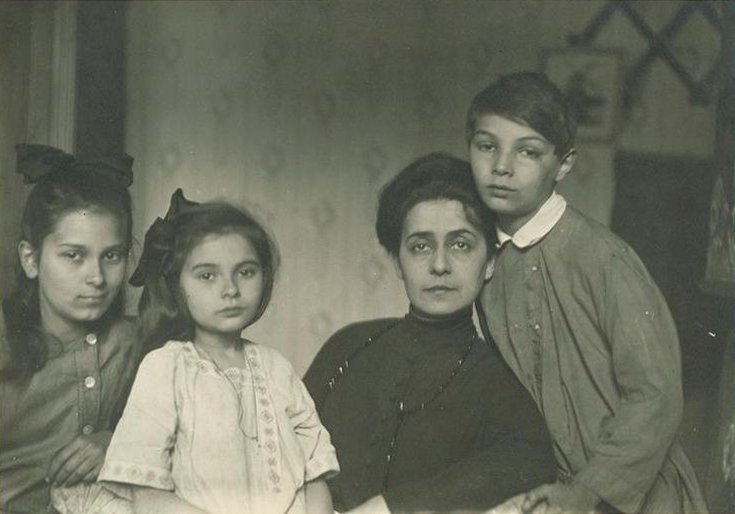
マリーナ・スクリアビン

マリーナ・スクリアビン（Marina Scriabine, 1911年1月30日 モスクワ - 1998年4月28日 コルメイユ＝ザン＝パリジ）は、フランスの作曲家・音楽学者。父親はロシアの作曲家・ピアニストのアレクサンドル・スクリャービン。母親はタチヤナ・ド・シュレゼール、叔父は作曲家・音楽評論家のボリス・シュリョーツェリ。事故で夭折したジュリアン・スクリャービンは兄である。
1927年よりパリの国立装飾美術高等学校（l'École nationale supérieure des Arts décoratifs）に学ぶかたわら、音楽理論をルネ・レイボヴィッツに師事する。1950年にフランス国営放送局に入社した後、国立科学研究所（Centre national de la recherche scientifique）の主任研究員に転任する。
作曲家としては、《 Suite radiophonique 》やバレエ音楽《 Bayalett 》、室内楽などの作品を残した。
亡父やその作品に関する著作を中心にさまざまな著作を残した。

## 著作
- Problèmes de la musique moderne （現代音楽の問題）
- Le Langage musical （音楽言語）
- Le Miroir du temps （時代の鏡）